# Municipio de Clinton (condado de Knox)
El municipio de Clinton (en inglés: Clinton Township) es un municipio ubicado en el condado de Knox en el estado estadounidense de Ohio. En el año 2010 tenía una población de 2826 habitantes y una densidad poblacional de 73,17 personas por km².

## Geografía
El municipio de Clinton se encuentra ubicado en las coordenadas 40°22′25″N 82°31′18″O / 40.37361, -82.52167. Según la Oficina del Censo de los Estados Unidos, el municipio tiene una superficie total de 38.62 km², de la cual 38,34 km² corresponden a tierra firme y (0,74 %) 0,29 km² es agua.

## Demografía
Según el censo de 2010, había 2826 personas residiendo en el municipio de Clinton. La densidad de población era de 73,17 hab./km². De los 2826 habitantes, el municipio de Clinton estaba compuesto por el 97,88 % blancos, el 0,5 % eran afroamericanos, el 0,25 % eran amerindios, el 0,5 % eran asiáticos, el 0,11 % eran de otras razas y el 0,78 % eran de una mezcla de razas. Del total de la población el 1,24 % eran hispanos o latinos de cualquier raza.